# Cazats
Cazats település Franciaországban, Gironde megyében. Lakosainak száma 402 fő (2022. január 1.). Cazats Brouqueyran, Aubiac, Bazas, Coimères és Mazères községekkel határos.

## Népesség
A település népességének változása:
| Lakosok száma | 225  | 213  | 211  | 294  | 346  | 410  | 426  | 409  | 400  | 402  |
|               | 1968 | 1982 | 1990 | 2006 | 2013 | 2015 | 2017 | 2019 | 2020 | 2022 |